# Іграшкова зброя

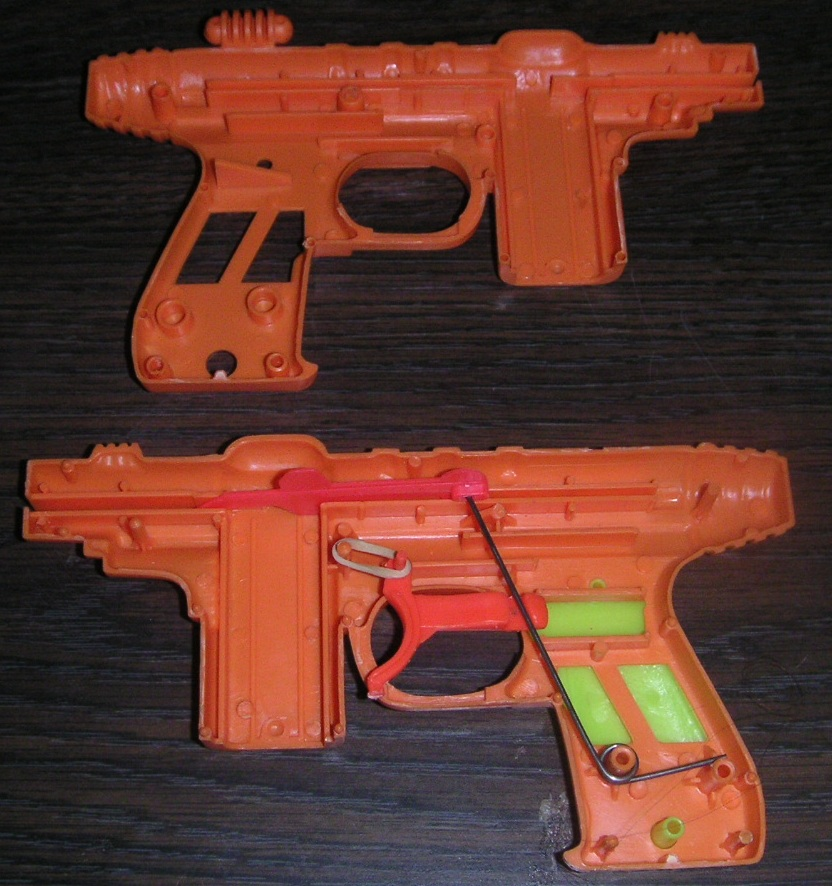
Розібраний іграшковий автомат

Іграшкова зброя — іграшки, які імітують зброю, але призначені для дітей і їх ігор. Хоча деякі види іграшкової зброї можуть бути потенційно небезпечними, як правило такі іграшки не завдають серйозної шкоди здоров'ю.
Імітаційна або іграшкова зброя дуже часто має вигляд реальних видів вогнепальної зброї. Тому законодавство більшості країн світу, з метою запобігання використанню цих виробів зловмисниками при скоєні злочинів, забороняє їх виготовлення, продаж та розповсюдження.

## Різновиди
- пістолети
- кулемети
- мечі
- шаблі
- шпаги
- ножі
- танки
- літаки

## Критика
7 вересня було оголошеним Всесвітнім Днем знищення військових іграшок.